# سيباكتلي

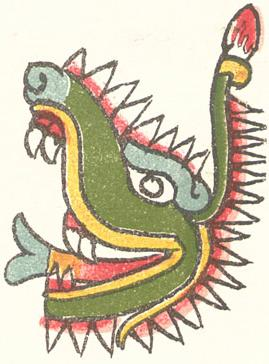
سيباكتلي

سيباكتلي (بالإنجليزية: Cipactli)‏ وحش بحري بدائي في الأساطير الأزتيكية. ومن هذا المخلوق، السمكة التي تشبه التمساح، خلق الأرباب الأرض. وقد ضحى الرب تيزکالیبوكا Tezcatlipoca بقدمه لهذا المخلوق.